# Öris
Öris, även känd som T.R, egentligen Fredrik Öris, född 1977, är en rappare från Skåne. 
Öris började rappa 1993 under namnet Tr-A tillsammans med Mr. Larser i gruppen Mean Concept och spelade in låtar "mest på skoj". 1994 kom den första demokassetten och efter det blev det lite lokala spelningar. 1997 släppte han och Marcus Saxell kassetten "Constant Elevation" som gruppen Nite Crusadaz, och han började då även koncentrera sig mer seriöst på musiken och turnerade runt om i södra Sverige. Nite Crusadaz övergick i Live & Direct och tillsammans med Heli, Karl Katharsis, Honestly och Lovemark gjordes fem låtar som blev den första vinylskivan, "Southswed...Ish".
Under åren kring millennieskiftet ingick T.R i en rad olika konstallationer som Ungdumshälsan (med Organism 12), Down South Ballers (med Chords, Scissors/SCZ, Nicholas-L och Marcus Saxell) och Studiogangstarrs (med Profet och Professor P).
Öris har uppträtt på många ställen över landet inklusive ett antal festivaler. 2003 kom det första soloalbumet "Plattan" och i början på 2009 släppte han, som del av gruppen SKÅNE (tillsammans med Marke, Sebbe och Profet) netplayen "Alltid Öppet".
Diskografi:
- 1994 - Mean Concept - Mean Concept (kassett)
- 1997 - Nite Crusadaz - Constant Elevation (kassett)
- 1999 - Live & Direct - Southswed...Ish (12")
- 2000 - Ungdumshälsan - 8 anledningar att hata ett band (kassett)
- 2002 - T.R (12")
- 2003 - Plattan (CD)
- 2004 - Papis Mixtape (CD)
- 2008 - Slugeri Mixtape kap.1
- 2009 - SKÅNE - Alltid öppet.
- 2009 - Bill & Bull Mixtape
- 2010 - Högt I Tak Vol.1
- 2011 - Slugeri kapitel 2
- 2013 - I brist på bättre ord
- 2014 - Skam på torra land
- 2015 - Rulla tiss vi dör
- 2017 - #SHED
- Diverse gästinhopp på andra artisters demos, låtar och album.